# Weiherfeld-Dammerstock
 Weiherfeld-Dammerstock  är en stadsdel i Karlsruhe i tyska förbundslandet Baden-Württemberg. Stadsdelen bildas av de två bostadsområden Weiherfeld och Dammerstock, som uppfördes från 1923 till 1929. Områden skildas av floden Alb.